# جون والكر (عالم)
جون والكر (بالإنجليزية: John Walker)‏ (و. 1731 – 1803 م) هو عالم نبات، وعالم أرصاد جوية، من إسكتلندا، توفي في إدنبرة، عن عمر يناهز 72 عاماً.

## التعليم
تعلم في جامعة إدنبرة.